# Serrotibia partita
Serrotibia partita es una especie de coleóptero de la familia Salpingidae.

## Distribución geográfica
Habita en Ecuador.